# Roger Wicker
Roger F. Wicker (Pontotoc (Mississippi), 5 juli 1951) is een Amerikaans politicus. Hij is een Republikeins senator namens de staat Mississippi. Daarvoor was hij lid van het Huis van Afgevaardigden.
Aan de Universiteit van Mississippi behaalde hij een bachelor in de journalistiek en de politicologie en een graad in de rechten. Voordat hij de politiek inging werkte hij verschillende jaren als advocaat. Van 1976 tot 1980 diende hij als officier in het Amerikaanse leger.
Wicker is getrouwd met zijn vrouw Gayle. Samen hebben zij drie kinderen.

## Politieke carrière
Wicker begon zijn politieke carrière in de Senaat van Mississippi. Hij diende daar van 1987 tot 1994. In datzelfde jaar stelde hij zich kandidaat voor het Huis van Afgevaardigden en werd gekozen in een district als de eerste Republikein in meer dan honderd jaar. Hij werd tot zesmaal toe herkozen.
Op 31 december 2007 maakte de gouverneur van Mississippi bekend dat hij Wicker benoemde in de vrijgekomen Senaatszetel van Trent Lott, die op 18 december van dat jaar was teruggetreden. Diezelfde dag nog werd hij beëdigd. In speciale verkiezingen die in november 2008 gehouden werden versloeg hij de Democraat Ronnie Musgrove, de voormalige gouverneur van Mississippi.
Alabama: Tuberville (R) · Britt (R)
Alaska: Murkowski (R) · Sullivan (R)
Arizona: Kelly (D) · Gallego (D)
Arkansas: Boozman (R) · Cotton (R)
Californië: Padilla (D) · Schiff (D)
Colorado: Bennet (D) · Hickenlooper (D)
Connecticut: Blumenthal (D) · Murphy (D)
Delaware: Coons (D) · Blunt Rochester (D)
Florida: R. Scott (R) · Moody (R)
Georgia: Ossoff (D) · Warnock (D)
Hawaï: Schatz (D) · Hirono (D)
Idaho: Crapo (R) · Risch (R)
Illinois: Durbin (D) · Duckworth (D)
Indiana: Young (R) · Banks (R)
Iowa: Grassley (R) · Ernst (R)
Kansas: Moran (R) · Marshall (R)
Kentucky: McConnell (R) · Paul (R)
Louisiana: Cassidy (R) · Kennedy (R)
Maine: Collins (R) · King (O)
Maryland: Van Hollen (D) · Alsobrooks (D)
Massachusetts: Warren (D) · Markey (D)
Michigan: Peters (D) · Slotkin (D)
Minnesota: Klobuchar (D) · Smith (D)
Mississippi: Wicker (R) · Hyde-Smith (R)
Missouri: Hawley (R) · Schmitt (R)
Montana: Daines (R) · Sheehy (R)
Nebraska: Fischer (R) · Ricketts (R)
Nevada: Cortez Masto (D) · Rosen (D)
New Hampshire: Shaheen (D) · Hassan (D)
New Jersey: Booker (D) · Kim (D)
New Mexico: Heinrich (D) · Luján (D)
New York: Schumer (D) · Gillibrand (D)
North Carolina: Tillis (R) · Budd (R)
North Dakota: Hoeven (R) · Cramer (R)
Ohio: Moreno (R) · Husted (R)
Oklahoma: Lankford (R) · Mullin (R)
Oregon: Wyden (D) · Merkley (D)
Pennsylvania: Fetterman (D) · McCormick (R)
Rhode Island: Reed (D) · Whitehouse (D)
South Carolina: Graham (R) · T. Scott (R)
South Dakota: Thune (R) · Rounds (R)
Tennessee: Blackburn (R) · Hagerty (R)
Texas: Cornyn (R) · Cruz (R)
Utah: Lee (R) · Curtis (R)
Vermont: Sanders (O) · Welch (D)
Virginia: Warner (D) · Kaine (D)
Washington: Murray (D) · Cantwell (D)
West Virginia: Moore Capito (R) · Justice (R)
Wisconsin: Johnson (R) · Baldwin (D)
Wyoming: Barrasso (R) · Lummis (R)
(D): Democraat · (R): Republikein · (O): Onafhankelijk
- Library of Congress Control Number: no2010053260
- SNAC: w6sj3jbq
- Biographical Directory of the United States Congress: W000437
- Virtual International Authority File: 120504271
- WorldCat: E39PBJth6CJj6dMJy4xyxQJRrq